# بیلبیستره دل پینار
بیلبیستره دل پینار (به اسپانیایی: Vilviestre del Pinar) یک شهرستان در اسپانیا است که در استان بورگس واقع شده‌است.

## خصوصیات
بیلبیستره دل پینار ۳۳ کیلومترمربع مساحت و ۷۵۱ نفر جمعیت دارد.